# Quitrà

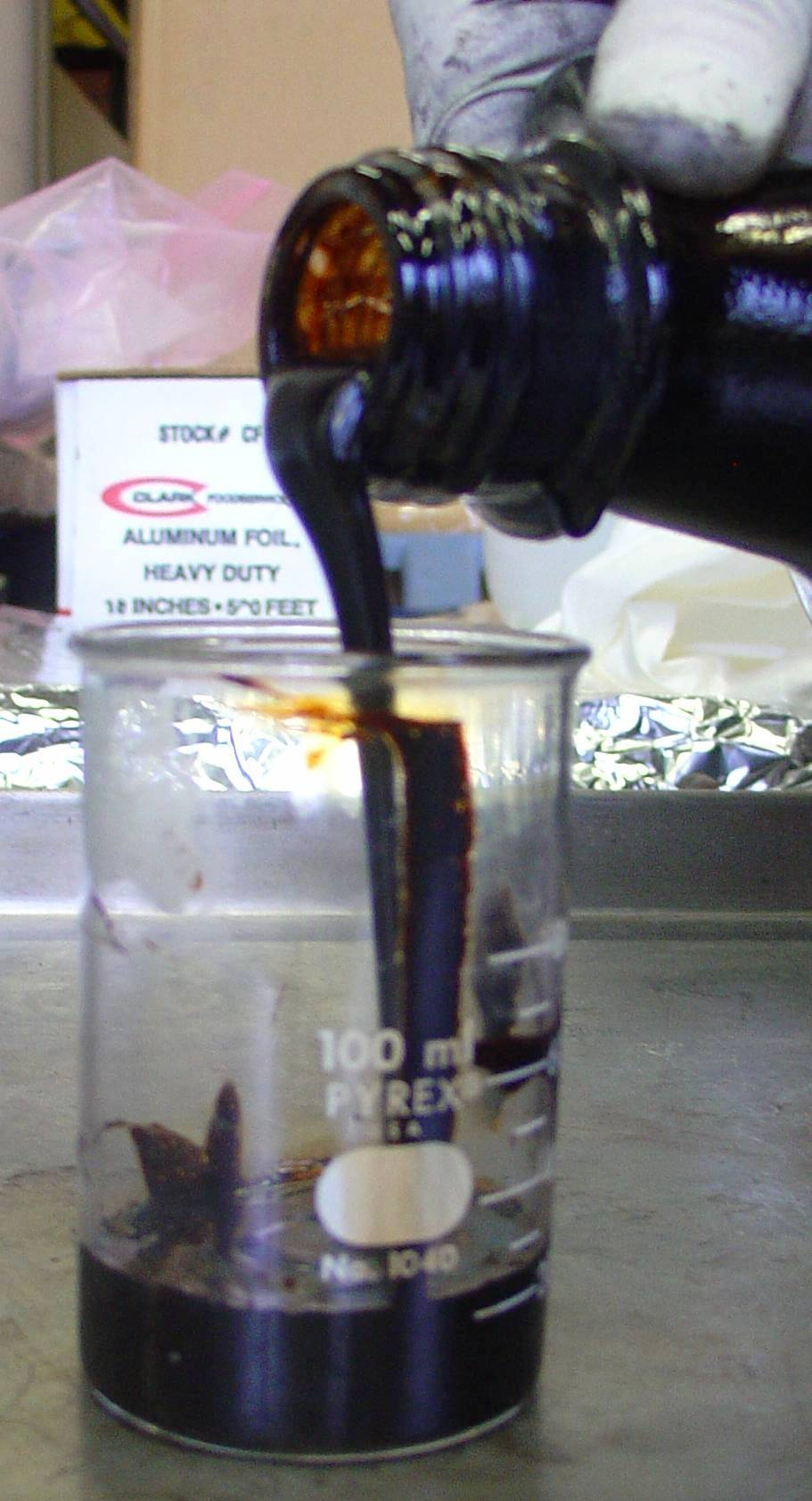
Quitrà generat per piròlisi

El quitrà, alquitrà o brea és una substància bituminosa, greixosa, fosca i d'olor forta que s'obté de la destil·lació destructiva del carbó (quitrà de carbó), la fusta (quitrà de fusta) i altres materials vegetals o carbonacis. Químicament és una mescla complexa de milers de substàncies orgàniques de color negrós i de consistència viscosa que està constituïda per una sèrie de partícules formades per diverses substàncies químiques. La paraula quitrà prové del mot àrab qiṭrân, la qual té el mateix significat i deriva del verb qáṭṭar, que significa destil·lar. Productes minerals semblants al quitrà poden ser produïts a partir d'hidrocarburs fòssils, incloent el petroli. També poden ser obtinguts a partir d'altres formes de matèria orgànica com la torba.
El quitrà d'hulla es produeix a partir del carbó com a subproducte de la producció del carbó de coc. El quitrà sol rebre el nom de la matèria orgànica de la qual és obtingut, i així es parla de quitrà d'hulla, quitrà de lignit, quitrà de fusta, quitrà de faig, quitrà d'ossos o animal, etc. Els quitrans de punt de fusió més alt s'anomenen brea i es fan servir en la fabricació d'impermeabilitzants per a cobertes i aglomerats de carbó.

## Composició i propietats
El quitrà és de color fosc i es troba en fase líquida o semi líquida a temperatura ambient. Presenta una olor característica a causa dels fenols i les amines que el componen i és generalment immiscible amb l'aigua, però miscible amb el disulfur de carboni i el benzè.
En ser una mescla complexa de compostos orgànics és molt difícil parlar d'una composició específica del quitrà, ja que aquesta varia depenent de la mida de la cadena de carbonis, la temperatura i el procés de destil·lació utilitzat.
En la seva composició intervenen diversos fenols, coneguts com a àcids del quitrà (fenols, cresols, xilenols, etc.), diverses amines aromàtiques i heterocícliques, conegudes com a bases del quitrà (anilina, piridina, picolina, lutidina i quinolina) i també una mescla d'hidrocarburs aromàtics mononuclears i polinuclears.
Es coneixen al voltant de tres-cents components que componen el quitrà d'hulla, dels quals una cinquantena poden ser separats i comercialitzats. El quitrà d'hulla al formar-se per sota dels 600 °C es compon principalment de parafines, olefines, alcohols, fenols i aigua; mentre que a temperatures superiors als 1.000 °C, comença a formar-se el carbó de coc a partir de l'hulla, i el quitrà resultant consisteix principalment en hidrocarburs aromàtics, fenols i alguns compostos de nitrogen, sofre i oxigen.
Entre les substàncies que componen el quitrà del tabac hi ha els hidrocarburs aromàtics policíclics (PAHs), amines aromàtiques i compostos inorgànics, tots ells considerats cancerígens. A més, físicament el quitrà obstrueix els pulmons i afecta la respiració, essent com altres components dels cigars i les cigarretes els causants de la seva toxicitat, provocant una dependència del tabac i nombroses malalties relacionades amb el consum de tabac.

## Producció
Els forns de quitrà són forns secs de destil·lació que s'utilitzaven històricament a l'Escandinàvia per a la producció del quitrà provinent de la fusta. Van ser construïts a prop dels boscos de la pedra calcària o en forats en el sòl. La fusta es divideix en petits trossos, s'apilen densament i es cobreixen amb herbes o brutícia a fi d'evitar l'entrada d'oxigen, que podria incendiar la fusta. Després d'unes hores, el quitrà comença a vessar, i continua fent-ho durant uns dies. La part inferior està inclinada en un orifici de sortida per tal que el quitrà fos vessi.

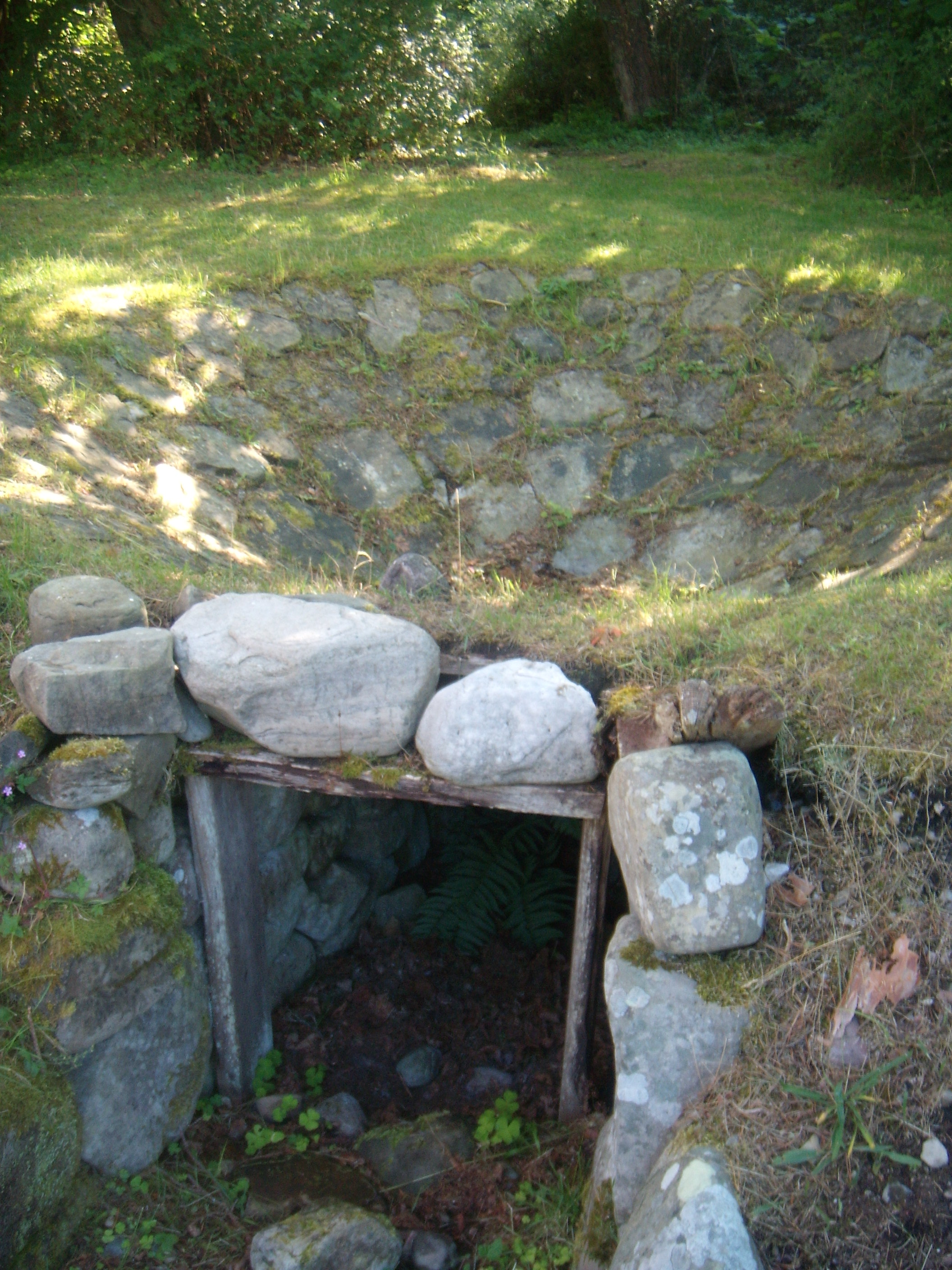
Forn de quitrà a Trollskogen, Öland (Suècia).

Eventualment el quitrà pot ésser obtingut per carbonització, com és el cas del quitrà de fusta. L'escalfament (destil·lació seca) de la fusta del pi causa que els quitrans i brees formin gasos que no queden retinguts a la fusta, produint principalment carbó de fusta. El Birchbark s'utilitza particularment per a la producció de quitrà fi, el qual és conegut comunament com a petroli rus, el qual s'utilitza per a la protecció del cuir. Les escorces d'alguns tipus d'arbres de les betulàcies, com el bedoll papyrifera o el bedoll gris, s'utilitzen per a produir quitrà (tökötti, terme finès). Els subproductes del quitrà de fusta són trementina i carbó. Quan els arbres de boscos de fulla caduca es sotmeten a destil·lació destructiva (incendis forestals), els subproductes de la combustió són el metanol (alcohol de fusta) i el carbó.
La producció i el comerç del quitrà era el principal contribuïdor a l'economia d'Europa del Nord i l'Amèrica colonial, sobretot a Carolina del Nord. La producció de quitrà de fusta va ser molt conegut a l'antiga Grècia i, probablement, ha estat molt utilitzat a l'Escandinàvia des de l'edat de ferro. Durant segles, que es remunta gairebé al segle xiv, el quitrà es trobava entre les exportacions més grans de Suècia. Suècia va exportar 13.000 barrils de quitrà l'any 1615 i 227.000 barrils fins a l'any 1863. L'usuari més gran va ser el Royal Navy. Però, la producció gairebé es va aturar en el segle XX quan altres productes químics van reemplaçar el quitrà i van arribar els primers vaixells de ferro i acer. La gran demanda del quitrà per a la impermeabilització dels vaixells de fusta va disminuir amb l'arribada dels vaixells de ferro i acer.

## Usos
El quitrà té una gran importància a la indústria química, ja que constitueix la primera matèria en la síntesi de productes molt diversos, com colorants, polímers plàstics, cautxú, perfums sintètics, productes farmacèutics, teixits sintètics i explosius. Encara s'utilitza com a additiu en l'aromatitzant dels caramels, l'alcohol i altres aliments.
En la destil·lació del quitrà d'hulla, obtingut com a subproducte en la producció de gas d'enllumenat, s'obté benzè, toluè, xilens, fenols, naftalè, antracè, cresol, etc. Del quitrà de lignit s'obté oli de cremar, parafina, etc. Del quitrà de fusta s'obté naftalè o parafina, segons si ha estat obtingut per carbonització o per destil·lació, respectivament. Del quitrà de faig s'obté, sobretot, creosota.
El quitrà va ser utilitzat per a segellar teules de les teulades i els cascs de bucs i embarcacions. Durant molts anys el quitrà de fusta va ser utilitzat per a impermeabilitzar vaixells i veles, però actualment les veles utilitzen altres substàncies sintètiques impermeables a l'aigua. Avui en dia el quitrà de fusta s'utilitza per a segellar vaixells tradicionals de fusta i els sostres històrics de les esglésies, així com per pintar les parets exteriors dels edificis de registre. Al segle xviii Bagdad va ser pavimentada amb quitrà.
El quitrà de fusta s'utilitza en la medicina tradicional finlandesa degut a les seves propietats microbicides. El quitrà de fusta diluït, anomenat aigua de quitrà, té nombrosos usos:
- Com a saboritzant per a llaminadures (Terva Leijona) i alcohol (Terva Viina)
- Com a espècia per a aliments, com la carn
- Com a perfum per a saunes
- Com a agent anticaspa en els xampús
- Com a component en cosmètics

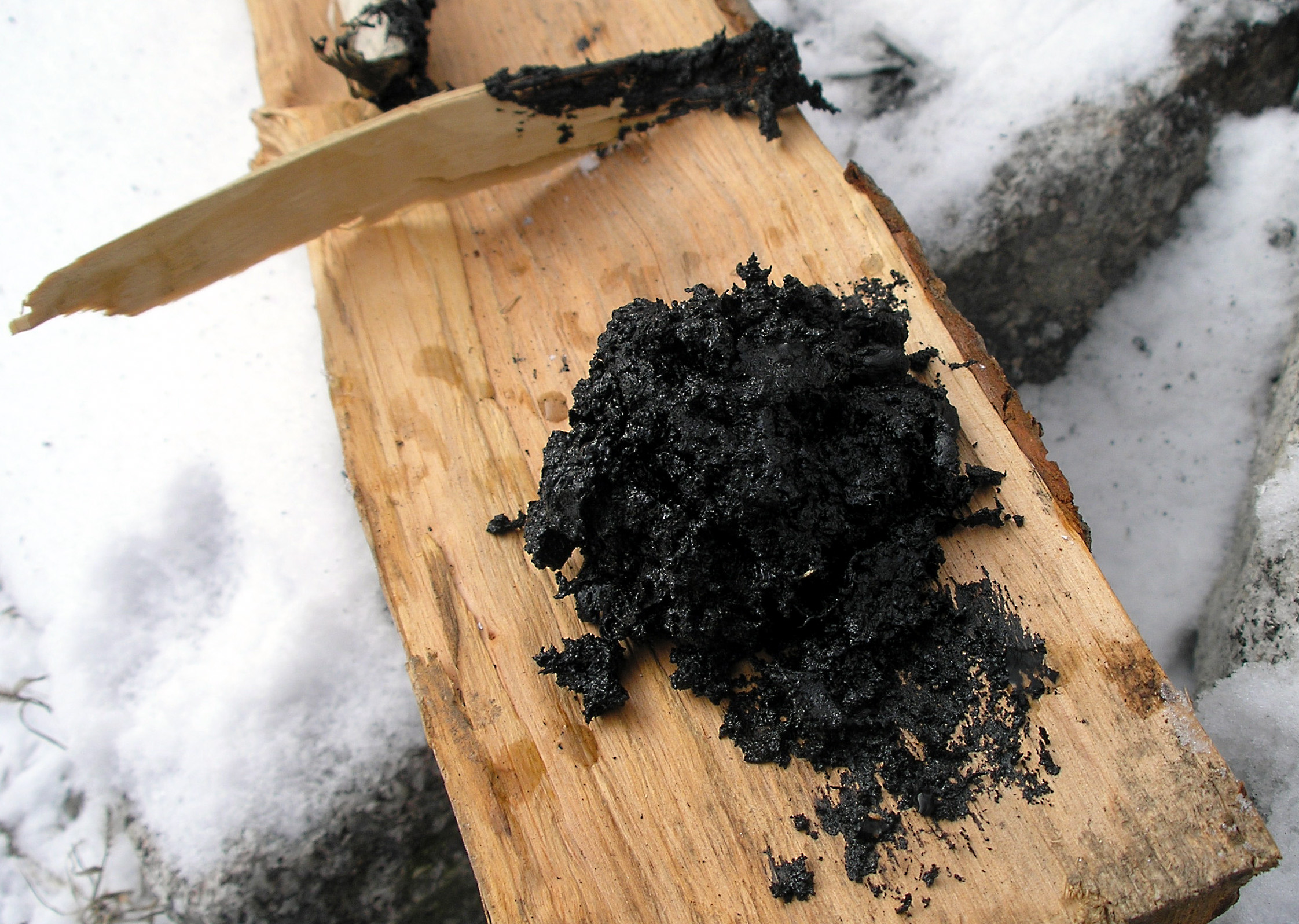
Quitrà extret d'un bedoll

El quitrà mesclat amb vernís d'oli de lli produeix pintura de quitrà. Aquesta té un to marró translúcid i es pot utilitzar per a saturar i entonar la fusta i protegir-la de la intempèrie. La pintura de quitrà també pot ser atenuada amb diversos pigments, produint colors translúcids i preservant la textura de la fusta.
A Finlàndia el quitrà va ser considerat a l'antiguitat com a panacea, ja que es creia que podia guarir tota mena de malalties. Un proverbi finlandès afirma que “si la sauna, el vodka i el quitrà no ajuda, la malaltia és fatal”. Això no obstant, el quitrà d'hulla és classificat internacionalment com un producte perillós (a la llista de l'ONU, amb el número 1999), mentre que el quitrà de fusta es fa servir com a microbicida, ja que té una olor dolça i agradable. S'utilitza també en productes anticaspa i en determinats cosmètics.
El quitrà també s'utilitza en el tractament de la malaltia de la pell psoriasi, on el quitrà d'hulla és el més eficaç. Des de temps molt antics es fa servir com a desinfectant general. El quitrà del petroli es va utilitzar a l'antiga Egipte per a la momificació, aproximadament en el 1000 aC (Ajram, 1992). També es fa servir com a combustible i en obres públiques, en la construcció de paviments de carretera (voreres, asfalts).